# Helmut Blocksdorf
Helmut Blocksdorf (* 1927) ist ein deutscher Sachbuchautor.

## Leben
Als Angehöriger der Kriegsmarine nahm er 1944/45 als Marineartillerist am Zweiten Weltkrieg in Pillau teil und geriet im Anschluss in sowjetische Kriegsgefangenschaft. Wieder in Deutschland studierte er in der Deutschen Demokratischen Republik zunächst Rechtswissenschaft und ging später zur Polizei, wo er bis zum Ersten Kriminalhauptkommissar befördert wurde.
Später wechselte er in die Privatwirtschaft und war im Ex- und Importgeschäft tätig.

## Werke (Auswahl)
- Der Untergang der Matabele. Militärverlag der DDR, Berlin 1979
- Pillau – Chronik eines Untergangs. Die Flucht aus Ostpreußen. Mittler&Sohn, Hamburg 2000. ISBN 3-8132-0722-6
- Das Kommando Kleinkampfverbände der Kriegsmarine. Die „Sturmwikinger“. Motorbuch-Verlag, Stuttgart 2003, ISBN 3-613-02330-X.